# Yes It Is

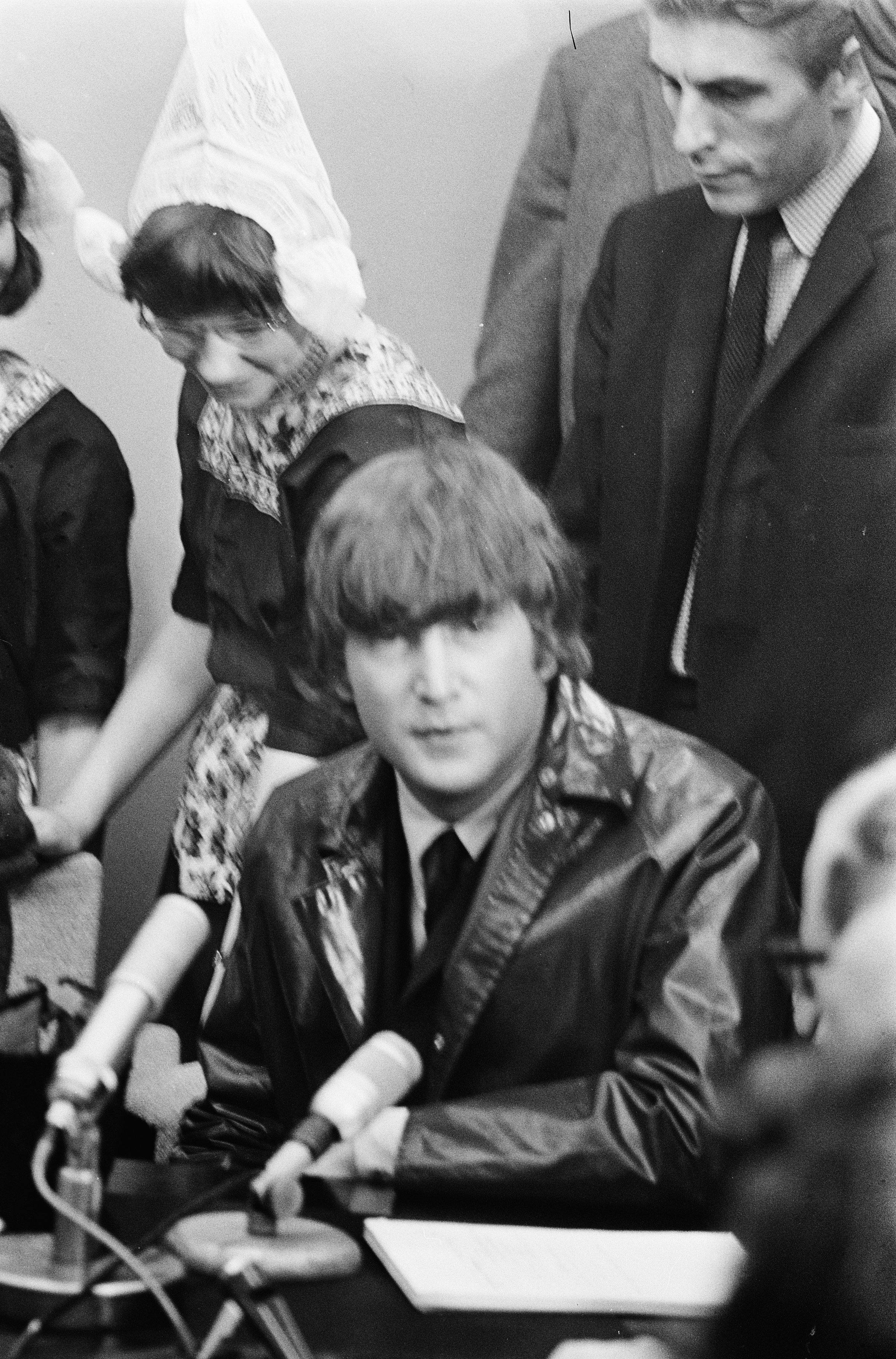
John Lennon, autore del brano, nel periodo della sua composizione

Yes It Is è una canzone dei Beatles, pubblicata come lato B della canzone Ticket to Ride. Quest'ultima in seguito venne inclusa anche nel 33 giri Help!, mentre Yes It Is apparve in un album per la prima volta nella raccolta Past Masters e successivamente sull'Anthology 2 è inoltre presente nell'album The Beatles in Italy.

## Descrizione

### Composizione e testo
Lennon stesso ammette che voleva riscrivere sullo schema musicale di This Boy, richiamandone l'armonia a tre voci. Nella canzone è presente anche un gioco di parole: si parla del red (rosso in inglese) come colore di un vestito, e blu (la tristezza in inglese può essere indicata così); ciò non può essere invece mantenuto nella traduzione italiana. Ian MacDonald ipotizza che il rosso accennato nella canzone vada inteso come sangue, e starebbe a significare la morte della ragazza; e che questa possa rievocare Julia, la madre morta in un incidente.

### Registrazione
Incisione avvenuta il 16 febbraio 1965, per la base ritmica (basso elettrico, chitarra ritmica e batteria) occorsero 14 take. Le successive sovraincisioni delle voci necessitarono di tre ore per raggiungere un buon livello. Come elemento di novità, George Harrison suonava la chitarra con pedale.

## Formazione
- John Lennon: voce, chitarra ritmica acustica
- Paul McCartney: cori, basso elettrico
- George Harrison: cori, chitarra solista
- Ringo Starr: batteria[6]

## Cover
Di Yes It Is esiste una versione in francese dal titolo Ne mets pas de bleu, cantata da Olivier Despax.